# Parafia św. Jacka w Krakowie
Parafia św. Jacka w Krakowie – parafia rzymskokatolicka należąca do dekanatu Kraków-Bronowice archidiecezji krakowskiej na Osiedlu Azory przy ulicy Radzikowskiego.
Została erygowana 25 grudnia 2006 przez ks. kard. Stanisława Dziwisza. Kościół parafialny w budowie.

## Zasięg parafii
Teren parafii obejmuje obszar ulicy Radzikowskiego od Ronda Ofiar Katynia do ul. Rydla po prawej stronie, po lewej do ulicy Czerwińskiego włącznie (numery nieparzyste), Conrada, Fiszera, Podkowińskiego, Słowiczej i Wilczej.

## Wspólnoty parafialne
- Służba liturgiczna
- Schola
- Żywy Różaniec

## Proboszczowie parafii
Źródło:
| Proboszcz             | Lata urzędowania |
| --------------------- | ---------------- |
| ks. Krzysztof Kozioł  | 2006–2011        |
| ks. Jacek Piszczek    | 2011–2023        |
| ks. Bronisław Walczak | od 2023          |